# Unidad de Control Multipunto
Un Multipoint Control Unit o MCU es un dispositivo de red que se usa como puente en conexiones de audioconferencia y videoconferencia. La ITU a través de la recomendación H.231 formalizó su especificación.

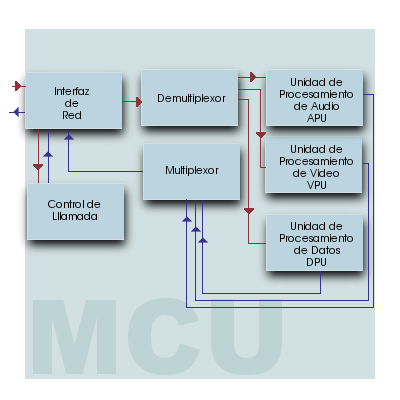
Componentes Principales de un MCU.

## Funcionalidad Básica
La función principal de una MCU es gestionar la comunicación entre diferentes terminales en un esquema de transmisión multipunto. En general, cada puerto del MCU actúa como una interfaz de red a la cual se conectan los dispositivos que deseen participar en la videoconferencia - llamados Terminales (T). 
Aunque no existe una definición exacta del concepto de puerto de una MCU, puede entenderse como una interfaz de conexión de un terminal con una determinada capacidad a una sesión en una MCU.
Los terminales envían toda la información de vídeo, audio, datos y control, encapsulada al puerto del MCU. Dicho flujo al ser recibido por el puerto pasa al bloque de multiplexación que separa las diferentes señales y las entrega a diferentes procesadores especializados. Dentro del MCU existe uno para cada componente de la señal y cada uno de ellos realiza un tratamiento específico para al final entregarla al bloque multiplexor el cual las recombina para ser distribuidas a los demás puertos del MCU.

## Bloques Componentes
Básicamente un MCU consta de los siguientes bloques:
- Unidad Interfaz de Red (NIC).
- Puertos.
- Demultiplexor.
- Unidad de Procesamiento de Audio (APU)
- Unidad de Procesamiento de Video (VPU)
- Unidad de Procesamiento de Datos (DPU)
- Multiplexor

Que además de realizar el procesamiento de las señales también controlan y administran las llamadas y los diferentes aspectos que permiten mantener la conferencia entre los diferentes Terminales.
Un MCU de última tecnología permite gestionar más de una conferencia al tiempo y es capaz de aumentar o disminuir las características del flujo de información dependiendo las propiedades técnicas y de interconexión de los terminales conectados a él. También aceptan conexiones usando diferentes protocolos de interconexión tanto síncrono como asíncrono.